# Abel Ramírez (saltador)
Abel Ramírez es un deportista cubano que compitió en saltos de trampolín. Ganó tres medallas en los Juegos Panamericanos entre los años 1983 y 1995.

## Palmarés internacional
| Juegos Panamericanos | Juegos Panamericanos      | Juegos Panamericanos | Juegos Panamericanos |
| Año                  | Lugar                     | Medalla              | Prueba               |
| -------------------- | ------------------------- | -------------------- | -------------------- |
| 1983                 | Caracas (Venezuela)       | Medalla de plata     | Trampolín 3 m        |
| 1991                 | La Habana (Cuba)          | Medalla de plata     | Trampolín 1 m        |
| 1995                 | Mar del Plata (Argentina) | Medalla de bronce    | Trampolín 1 m        |